# Dicaelotus laevifrons
Dicaelotus laevifrons là một loài tò vò trong họ Ichneumonidae.